# Avril 1949

## Événements
- 1er avril :
  - Proclamation de la république d'Irlande.
  - Joey Smallwood devient le premier des premiers ministres de Terre-Neuve.
- 3 avril : Abd Allah ibn Hussein est proclamé roi de Jordanie (1949-1951)

- 4 avril : Signature à Washington du Pacte Atlantique, lequel crée une alliance militaire entre 11 pays occidentaux (l'OTAN) dont les États-Unis, le Royaume-Uni, la France, la Belgique, les Pays-Bas, le Luxembourg, l'Italie, le Portugal, le Danemark, l'Islande, la Norvège et le Canada[1]. Ce traité a pour but de prévenir une éventuelle agression des pays communistes, les pays signataires s'engageant à se porter secours en cas d'attaque contre l'un d'eux. Ce traité institutionnalise la guerre froide et a pour conséquence six ans plus tard la création du pacte de Varsovie.
- 9 avril, France : la vaccination contre la tuberculose devient obligatoire.
- 14 avril : fin du dernier procès de Nuremberg contre les anciens chefs nazis.
- 18 avril : Grand Prix de Pau.
- 20 avril :
  - Incident du Yang Tsé; l'artillerie communiste attaque la frégate britannique HMS Amethyst sur le fleuve.
  - Congrès mondial des partisans de la paix, à Paris, du Conseil mondial de la paix.
- 21 avril : à Blagnac, Jean Gonord signe le premier vol sur un appareil propulsé uniquement par statoréacteur : le Leduc 010.
- 23 avril : prise de Nankin (capitale nationaliste) par l'armée des communistes chinois de Mao Zedong.
- 26 avril : le record du monde d'endurance en avion est battu par les américains Bill Daris et Dick Reidel à bord d'un Aeronca Chief baptisé Sunkist Lady. Le record s'établir à 1 008 h, soit 42 jours et deux minutes. Le ravitaillement est effectué par une jeep roulant à pleine vitesse sous l'appareil[2].
- 27 avril : dévaluation du franc français.
- 27 avril - 12 septembre : conférence de Lausanne portant sur la question des réfugiés arabes palestiniens. Les pays arabes sont prêts à les accueillir officiellement si Israël se soumet au plan de partage et accepte la réinstallation de 200 000 réfugiés sur son territoire. Israël refuse et déclare que son territoire est désormais celui du partage plus les conquêtes de la guerre.
- 28 avril : déclaration de Londres. Admission de l’Inde au sein du Commonwealth.

## Naissances
- 1er avril : 
  - Dominique Collignon-Maurin, acteur et directeur artistique français († 4 août 2025).
  - Terry Caffery, joueur de hockey sur glace canadien († 3 août 2022).
- 4 avril : Bruno Mégret, homme politique français.
- 5 avril : Judith A. Resnik, astronaute américaine († 28 janvier 1986).
- 6 avril :
  - Horst Störmer, physicien allemand prix Nobel de physique 1998.
  - Patrick Hernandez, chanteur, auteur et compositeur français.
- 8 avril : Claudette Bradshaw, femme politique fédérale provenant du Nouveau-Brunswick.
- 10 avril : Diarra Afoussatou Thiero, femme politique malienne.
- 12 avril : Pravin Gordhan, homme politique sud-africain († 13 septembre 2024).
- 13 avril :
  - Jean-Jacques Favier, spationaute français († 19 mars 2023).
  - Cia Löwgren, actrice suédoise.
- 14 avril : Percy Mockler, homme politique et sénateur.
- 15 avril : Alain Minc, dirigeant d'entreprise français.
- 19 avril : Patrick Buisson, journaliste français († 26 décembre 2023).
- 23 avril : John Miles, musicien britannique († 5 décembre 2021).
- 24 avril : Véronique Sanson, chanteuse, auteur compositeur française.
- 25 avril : Dominique Strauss-Kahn, ancien directeur du FMI.
- 26 avril : Tiémoko Meyliet Koné, homme politique ivoirien et vice-président de Côte d'Ivoire depuis 2022.
- 28 avril : Jay Apt, astronaute américain.
- 29 avril : Haroun Kabadi, homme politique tchadien.